# Josefin Vesterberg
Josefin Vesterberg, född 2 november 1993, är en svensk basketspelare (center och forward) i svenska landslaget. Hon spelar för närvarande i den belgiska klubben Kangaroes Mechelen. Hon är 192 cm lång.
Vesterberg har BK Höken som moderklubb, där hon också spelade till 2009.
Hon blev årets forward I Basketligan dam 2014/2015.

## Lag
- 2018-: Kangaroes Mechelen, Belgien
- 2017/18: Namur 8, Belgien
- 2016/17: Udominate Basket, Sverige
- 2014-16: Luleå Basket, Sverige
- 2013-14: MBK Ružomberok, Sverige
- 2011-13: Northland Luleå, Sverige
- 2009-11: BG Luleå, Sverige
- -2009: BK Höken, Sverige